# Pichinia disticha
Pichinia disticha S.Y. Wong & P.C. Boyce – gatunek rośliny, mezofitycznego litofitu, z monotypowego rodzaju Pichinia, endemiczny dla miejscowości Pichin w stanie Sarawak na wyspie Borneo w Malezji. Zasiedla skały wapienne w wiecznie wilgotnych (perhumid) i wiecznie zielonych lasach tropikalnych na wysokości od 100 do 250 m n.p.m. Nazwa naukowa pochodzi od miejscowości Pichin w Sarawaku, w pobliżu której znajdują się jedyne znane (i typowe) stanowiska tego gatunku; distichus w języku łacińskim oznacza „dwurzędowy” i odnosi się do układu liści rośliny tego gatunku.

## Morfologia
PokrójZwarta roślina zielna o wysokości do 40 cm.
ŁodygaPłożąca do wzniesionej, o długości do 10 cm i szerokości do 2 cm.
LiścieWiele dwurzędowo ułożonych liści. Każdy organ składa się z długo utrzymującego się liścienia, liścia młodocianego o długości do 7 cm i pojedynczego liścia asymilacyjnego. Ogonek półokrągły, owłosiony, o wysokości do 12 cm i średnicy do 1 cm. Pochwa ogonka, z długo utrzymującym się języczkiem, o długości do 1 cm. Blaszka liścia asymilacyjnego matowa, oliwkowo-zielona (odosiowo szaro-niebiesko-zielona), podłużno-lancetowata, o rozmiarach do 25×9 cm i strukturze papieru. Nasada jajowata do klinowatej, szczyt zaostrzony, z krótkim, rurkowatym, brązowym i szybko odpadającym kończykiem o długości do 2 mm. Żyłki pierwszorzędowe pierzaste, do 11 po każdej stronie blaszki. Odosiowo widoczne, zanikają przyosiowo. Żyłki drugorzędowe pierzaste, położone równolegle do pierwszorzędowych. Żyłki trzeciorzędowe niewyraźne.
KwiatyPojedynczy, wzniesiony kwiatostan typu kolbowatego pseudancjum. Szypułka cylindryczna i lekko zwężająca się (terete), o wysokości do 8 cm. Pochwa o długości do 8 cm, zwężona między dolną i górną częścią. W dolnej części zielona z ciemnymi podłużnymi żyłkami o długości do 3 cm, zgięta u nasady, tworzy trójkątną komorę, która otwiera się w okresie kwitnienia kwiatów żeńskich i zamyka przed okresem kwitnienia kwiatów męskich. Górna część pochwy szeroko trójkątna, o wymiarach około 5×3 cm, biała. Kolba dłuższa lub równa długości pochwy, o wymiarach około 7 cm × 8 mm. Najniżej położony obszar kwiatów żeńskich cylindryczny, o długości około 3 cm. Zalążnie eliptyczno-cylindryczne, jasnozielone. Znamię słupka przewyższające zalążnie, przeświecające, białe. Obszar żeńskich kwiatów płonych dłuższy od kwiatów płodnych, jasnopomarańczowy, przechodzi w biało-żółte prątniczki. Obszar kwiatów męskich krótki, o długości około 1 cm. Pręciki dwupylnikowe, nieregularne, gęsto ułożone, biało-żółte, o średnicy około 2 mm. Wyrostek kolby o długości około 1,5 cm, spiczasto-stożkowy, pokryty jasnymi, biało-żółtymi prątniczkami.
OwocePochwa owocostanu wąsko dzwonkowata. Jagody gęsto ułożone, podłużno-kuliste. Nasiona eliptyczne, podłużnie słabo bruzdkowane.